# Comitê Olímpico Nacional do Sudão do Sul

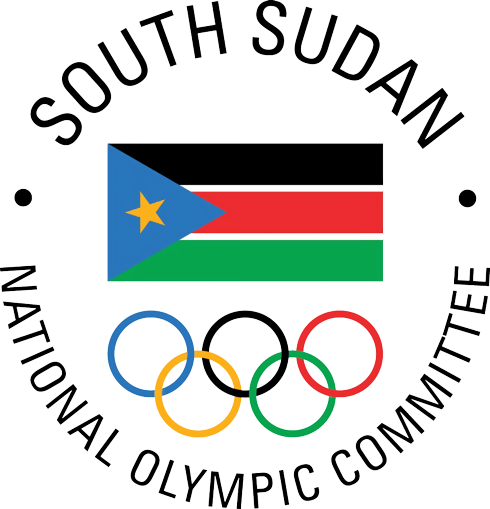
Logo do Comitê Olímpico Nacional do Sudão do Sul

O Comitê Olímpico Nacional do Sudão do Sul (em inglês:  South Sudan National Olympic Committee) é o Comitê Olímpico Nacional que representa o Sudão do Sul. Foi fundada em Juba, em 8 de junho de 2015, e tornou-se um membro pleno do Comitê Olímpico Internacional (COI) e do Movimento Olímpico em 2 de agosto de 2015. O tema da reunião de junho foi "Vamos construir a paz e a unidade através do esporte", refletindo a contínua Guerra Civil Sul-Sudanesa. O presidente fundador foi o tenente-general, Wilson Deng Kuoirot.